# گمینا کوچاوا
گمینا کوچاوا (به لهستانی:  Gmina Koczała) یک گمینا در لهستان است که در شهرستان چوخوف واقع شده‌است. گمینا کوچاوا ۲۲۲٫۴۱ کیلومتر مربع مساحت و ۳٬۴۸۱ نفر جمعیت دارد.